# 30 novembre 1986
Le dimanche 30 novembre 1986 est le 334e jour de l'année 1986.

## Naissances
- Abdoulaye Baldé, footballeur français
- Boglárka Csemer, chanteuse hongroise
- D. J. Clark, joueur de football américain
- Evgenia Linetskaya, joueuse de tennis israélienne
- Jordan Farmar, joueur de basket-ball américain
- Julia Reda, femme politique allemande du Parti Pirate
- Klaas Sys, coureur cycliste belge
- Nadir Manuel, joueuse de basket-ball angolaise
- Salvatore Bocchetti, footballeur italien
- Sandro Stielicke, skeletoneur allemand
- Silvia Bertagna, skieuse acrobatique italienne
- Stepan Zakhartchouk, joueur de hockey sur glace russe
- Yumi Mizuta, joueuse de volley-ball japonaise

## Décès
- Eino Leino (né le 7 avril 1891), lutteur finlandais
- Toshinobu Onosato (né le 8 juin 1912), peintre japonais

## Événements
- Découverte des astéroïdes :
  - (3785) Kitami
  - (5466) Makibi
  - (7562) Kagiroino-Oka